# ستيف أورورك
ستيف أورورك (بالإنجليزية: Steve O'Rourke)‏ هو مدير مواهب ووكيل مواهب بريطاني، ولد في 1 أكتوبر 1940 في ويلسدن ‏ في المملكة المتحدة، وتوفي في 30 أكتوبر 2003 في ميامي في الولايات المتحدة بسبب سكتة.

## وصلات خارجية
- ستيف أورورك على موقع ميوزك برينز (الإنجليزية)
- ستيف أورورك على موقع ديسكوغز (الإنجليزية)